# Meerbos
Het Meerbos is een buurt in het stadsdeel Strijp in de stad Eindhoven, in de Nederlandse provincie Noord-Brabant. De buurt ligt in de wijk Meerhoven. Tot het Meerbos behoren onder meer Golfclub Welschap en de jachthaven van Eindhoven. Op 1 januari 2023 telde de buurt 55 inwoners, verdeeld over 1 woningen, op een oppervlakte van 1,23 km².